# Machecoul-Saint-Même
Machecoul-Saint-Même – gmina we Francji, w regionie Kraj Loary, w departamencie Loara Atlantycka. W 2013 roku liczba ludności na terenie obecnej gminy wynosiła 7267 mieszkańców. 
Gmina została utworzona 1 stycznia 2016 roku z połączenia dwóch wcześniejszych gmin: Machecoul oraz Saint-Même-le-Tenu. Siedzibą gminy została miejscowość Machecoul. Nazwa miejscowości pochodzi od imienia św. Maksymina.